# Mîrkiv, Horohiv
Mîrkiv (în ucraineană Мирків) este o comună în raionul Horohiv, regiunea Volînia, Ucraina, formată numai din satul de reședință.

## Demografie
Componența lingvistică a satului Mîrkiv
     Ucraineană (99,52%)
Conform recensământului din 2001, majoritatea populației satului Mîrkiv era vorbitoare de ucraineană (99,52%), existând în minoritate și vorbitori de alte limbi.